# My Only One
My Only One (hangul: 하나뿐인 내편; rr: Hanabbunin Naepyeon) é uma série de televisão sul-coreana exibida pela KBS2 de 15 de setembro de 2018 a 17 de março de 2019, estrelada por Choi Soo-jong, Uee, Lee Jang-woo, Yoon Jin-yi, Jung Eun-woo, Na Hye-mi e Park Sung-hoon.

## Enredo
A vida de Kim Do-ran (Uee) é virada de cabeça para baixo quando seu pai biológico Kang Soo-il (Choi Soo-jong) aparece após 28 anos de desaparecimento e descobre por que ele escondeu sua identidade dela.

## Elenco

### Elenco principal
- Choi Soo-jong como Kang Soo-il (anteriormente conhecido como Kim Young-hoon): pai biológico de Do-ran[2]
- Lee Joon-seo como jovem Soo-il
- Uee como Kim Do-ran:[3] filha de Soo-il.
- Kim Soo-in como jovem Do-ran
- Jung Eun-woo como Wang Dae-ryook
- Yoon Jin-yi como Jang Da-ya: namorada de Dae-ryook
- Na Hye-mi como Kim Mi-ran: irmã adotiva de Do-ran
- Kang Joo-ha como jovem Mi-ran
- Park Sung-hoon como Jang Go-rae: irmão mais velho de Da-ya

### Elenco de apoio
- Lee Doo-il como Kim Dong-chul: pai adotivo de Do-ran
- Song Joon-hee como jovem Dong-chul
- Im Ye-jin como So Yang-ja: mãe adotiva de Do-ran
- Jeong Jae-sun como Park Geum-byung: avó de Dae-ryook
- Park Sang-won como Wang Jin-gook: pai de Dae-ryook
- Ji Yun-woo como jovem Jin-gook
- Cha Hwa-yeon como Oh Eun-young: mãe de Dae-ryook
- Lee Hye-sook como Na Hong-sil: mãe de Da-ya
- Jin Kyung como Na Hong-joo: tia de Da-ya
- Kim Chang-hoi como Secretário Hong
- Lee Seung-hyung como Secretário Principal Yang
- Kim Choo-wol como Yeo Joo-daek: governanta da família Wang
- Hwang Geum-byul como Miss Jo:governanta da família Wang
- Go Na-eun como Jang So-young: filha do presidente do JS Group
- Im Ji-hyun como Yoo-jin: amigo de Do-ran
- Lee Yong-lee como Geum-ok: avó de Yoo-jin
- Lee Sang-koo como Padre Peter
- Park Hyun-jung como Yeon-yi: mãe biológica de Do-ran
- Park Ha-na como Sung Soo-hyun: filha da Q Pharmaceuticals
- Song Yong-shik como Park Dong-won: amigo de Soo-Il.
- Lee Sang-hoon como Byun Tae-suk: ex-marido de Hong-joo
- Lee Young-suk como Noh Sook-ja: agiota
- Jung Hun como Seung-joon: amigo de Go-rae
- Song Won-seok como Lee Tae-poong: funcionário da padaria
- Lee Joo-bin como Soo-jung: funcionário do restaurante Dae-ryook
- Go Woo-ri
- Kil Yong-woo
- Lee Hwi-hyang
- Na Moon-hee
- Kang Sung-min
- Lee Joon-hyuk

## Prêmios e indicações
| Ano  | Prêmio                    | Categoria                                      | Beneficiário              | Resultado | Ref.  |
| ---- | ------------------------- | ---------------------------------------------- | ------------------------- | --------- | ----- |
| 2018 | KBS Drama Awards          | Prêmio de Excelência Superior, Ator            | Choi Soo-jong             | Venceu    | [ 4 ] |
| 2018 | KBS Drama Awards          | Prêmio de Excelência Superior, Atriz           | Cha Hwa-yeon              | Venceu    | [ 4 ] |
| 2018 | KBS Drama Awards          | Prêmio de Excelência, Ator em Série Dramática  | Choi Soo-jong             | Indicado  | [ 4 ] |
| 2018 | KBS Drama Awards          | Prêmio de Excelência, Ator em Série Dramática  | Lee Jang-woo              | Venceu    | [ 4 ] |
| 2018 | KBS Drama Awards          | Prêmio de Excelência, Ator em Série Dramática  | Park Sang-won             | Indicado  | [ 4 ] |
| 2018 | KBS Drama Awards          | Prêmio de Excelência, Atriz em Série Dramática | Uee                       | Venceu    | [ 4 ] |
| 2018 | KBS Drama Awards          | Prêmio de Excelência, Atriz em Série Dramática | Cha Hwa-yeon              | Indicado  | [ 4 ] |
| 2018 | KBS Drama Awards          | Melhor Atriz Coadjuvante                       | Jin Kyung                 | Indicado  | [ 4 ] |
| 2018 | KBS Drama Awards          | Melhor Atriz Coadjuvante                       | Yoon Jin-yi               | Venceu    | [ 4 ] |
| 2018 | KBS Drama Awards          | Melhor novo ator                               | Park Sung-hoon            | Venceu    | [ 4 ] |
| 2018 | KBS Drama Awards          | Melhor roteirista                              | Kim Sa-kyung              | Venceu    | [ 4 ] |
| 2018 | KBS Drama Awards          | Melhor Casal                                   | Lee Jang-woo e Uee        | Venceu    | [ 4 ] |
| 2018 | KBS Drama Awards          | Melhor Casal                                   | Choi Soo-jong e Jin Kyung | Venceu    | [ 4 ] |
| 2019 | 55th Baeksang Arts Awards | Melhor Novo Ator (Televisão)                   | Park Sung-hoon            | Indicado  | [ 5 ] |
| 2019 | 12th Korea Drama Awards   | Grande Prêmio (Daesang)                        | Choi Soo-jong             | Venceu    | [ 6 ] |